# O'Brien Cay
O'Brien Cay är en ö i Bahamas.   Den ligger i distriktet Exuma District, i den sydöstra delen av landet, 110 km sydost om huvudstaden Nassau.